# Parlamentsvalet i Storbritannien 1885
Parlamentsvalet i Storbritannien 1885 hölls från 24 november till 18 december 1885. I valet vann liberalerna, ledda av William Gladstone, den största andelen av mandaten, men ingen egen majoritet. De irländska nationalisterna fick en vågmästarställning mellan liberalerna och de konservativa, vilket förvärrade splittringen inom det liberala partiet i frågan om Home rule för Irland och orsakade en delning av partiet och ett nytt val året därpå.
| Parti                   | Röster    | Platser | Förändring | Andel av rösterna (%) |
| Liberal Party           | 2 199 198 | 319     | - 33       | 47,4                  |
| Conservative Party      | 2 020 927 | 249     | + 12       | 43,5                  |
| Irländska nationalister | 310 608   | 86      | + 23       | 6,9                   |
| Oberoende liberaler     | 80 435    | 16      |            | 1,8                   |
| Oberoende konservativa  | 12 599    | 2       |            | 0,3                   |
| Oberoende               | 6 570     | 0       |            | 0,1                   |

Totalt antal röster: 4 374 984. Alla partier med mer än 5000 röster visade.